# Ursus americanus luteolus
L'orso nero della Louisiana (Ursus americanus luteolus) è una sottospecie dell'orso nero americano, endemico della Louisiana.

## Descrizione
La sottospecie non ha un'anatomia molto diversa rispetto alla sottospecie nominale americanus, ma il suo cranio è relativamente lungo, stretto e piatto e possiede molari  proporzionalmente grandi. Il colore della pelliccia è solitamente nero, ma alcuni esemplari presentano un colore simile a quello dell'Orso cinnamon.

## Distribuzione
In passato, l'orso era diffuso in Louisiana, Mississippi, Texas e Arkansas, ma attualmente lo si trova solo in Louisiana e viene avvistato sporadicamente nel Texas orientale. Tuttavia è stata segnalata anche la presenza di una piccol popolazione presente in Mississippi. L'orso nero della Louisiana può viaggiare per lunghe distanze ed è stato avvistato in molte aree della Louisiana che normalmente non sono considerate habitat adatti agli orsi.